# Улица Володарского (Серпухов)
У́лица Волода́рского — улица в городе Серпухове Московской области. Находится в исторической части города, на территории древнего посада. Прежнее название — Боровская.
Улица Володарского берёт начало от Нары на западе, пересекается с Тульской улицей около Соборной горы, затем пересекается с переулком Володарского, Ситценабивной и 1-й Московской улицами, 1-м переулком Возрождения и заканчивается на востоке на перекрёстке с улицами Луначарского, Весенней и 2-м переулком Возрождения над Серпейкой. Длина — около 1 200 метров.

## Транспорт
Улица Володарского является важной транспортной артерией города, по ней осуществляется движение общественного транспорта городских (в том числе автобусные маршруты № 5, 6) и междугородних маршрутов. Интенсивность автомобильного движения высокая.

## Здания и объекты
На улице Володарского расположены следующие исторические памятники:
| №  | Наименование объекта                    | Датировка                                            | Адрес                                      | Категория охраны                              | Текущее состояние | Фото |
| -- | --------------------------------------- | ---------------------------------------------------- | ------------------------------------------ | --------------------------------------------- | --- | ---- |
| 1. | Дом Коншина                             | вторая половина XVIII, XIX вв.                       | улица Володарского, 5                      | федеральная (Ф-176)                           | «Серпуховский текстиль» |      |
| 2. | Контора Н. Н. Коншина                   | вторая половина XVIII века                           | улица Володарского, 12/8                   | федеральная (Ф-176)                           | Здание заброшено. Повреждено после пожара в 2018 г. Ранее здесь находился Серпуховский машиностроительный техникум         |      |
| 3. | Дом жилой                               | середина XIX века                                    | улица Володарского, 17/10                  | федеральная (Ф-176)                           | Жилой дом. Расселён и заброшен. В декабре 2021 г. произошёл пожар. Серьёзно повреждён при втором пожаре в сентябре 2022 г. |      |
| 4. | Дом жилой                               | середина XIX века                                    | улица Володарского, 19                     | федеральная (Ф-176)                           | Жилой дом |      |
| 5. | Ансамбль жилых палат и двух жилых домов | середина XVIII, конец XVIII, первая половина XIX вв. | улица Володарского, 23/51                  | федеральная (Ф-176)                           | Офисные помещения. Перестроены в 1990-е гг.                                                                                |      |
| 6. | Палаты                                  | первая половина XVIII века                           | улица Володарского (Ситценабивная фабрика) | федеральная (Ф-176)                           | Заброшено. Ранее — Серпуховский текстиль»                                                                                  |      |
| 7. | Церковь Ильи Пророка                    | 1747-1748 года                                       | улица Володарского, дом 2-а                | федеральная (Ф-176), республиканская (Р-1327) | Действующая церковь |      |

На улице Володарского также расположена Успенская церковь XVIII века.